# Fortitudo Pallacanestro Bologna 103
La Fortitudo Pallacanestro Bologna 103, o più semplicemente Fortitudo Bologna, ad oggi sponsorizzata Flats Service, è una società di pallacanestro con sede a Bologna.
La vecchia Fortitudo, nata nel 1932 in seno alla "Società Ginnastica Fortitudo", dalla quale nel 1963 fu separata come Sezione Autonoma come Fortitudo Pallacanestro Bologna, con codice di affiliazione 00103 (da cui la nuova denominazione), fu radiata dalla FIP il 14 luglio 2012 per inadempienze economiche e fallì il 13 settembre dello stesso anno. La società fu ricostituita nel 2013 con il nome attuale dopo aver acquisito l'avviamento e la bacheca del vecchio sodalizio.
Nel corso della sua storia ha vinto: 2 Scudetti, 1 Coppa Italia, 2 Supercoppe italiane, 1 Campionato italiano dilettanti, 1 Coppa Italia LNP Serie A Dilettanti, 3 Supercoppe LNP.

## Storia

### Dagli inizi agli anni 1960
Fondata nel 1932 all'interno della «Società Ginnastica Fortitudo» (comunemente chiamata "Casa Madre", nata il 3 ottobre 1901 all'interno della Palestra all'aperto chiamata Ricreatorio San Felice, di cui faceva parte la Tribuna Casolini), la Fortitudo Pallacanestro S.r.l. è una delle due squadre di pallacanestro di Bologna, assieme alla Virtus. Degli anni pionieristici della società vanno ricordati il presidente prof. Luigi Pasquinelli e don Lino Sabbioni (direttore dal 1948 al 1953), che alla fine degli anni quaranta ridettero vita a una società azzerata economicamente e distrutta fisicamente dai bombardamenti.
Nata nella storica palestra Furla ubicata nel centro della città (via San Felice 103), fino agli anni novanta la società non disponeva di mezzi economici rilevanti, potendo però contare su un pubblico estremamente "caldo" tra cui la Fossa dei Leoni, gruppo di tifosi organizzati nato nel 1970.
Nel 1962-63 la pallacanestro diventò Sezione Autonoma, come fece il baseball, e pur rimanendo nella sede storica della Casa Madre intraprese una strada autonoma che portò, nello stesso anno e grazie al giocatore Gianni Paolucci, ad avere il suo primo sponsor: la Ferm, azienda bolognese di macchine utensili.
Il 12 agosto 1966 la Fortitudo approdò in Serie A grazie all'acquisto di una società bolognese che aveva deciso di terminare la propria storia cestistica, la Sant'Agostino. L'accordo fu raggiunto attorno a un tavolo del Ristorante "i Franco" di via della Grada, fra Gino Galletti per la Sant'Agostino e Pietro Lucchini, Bruno Mezzadri, Beppe Lamberti e Piero Parisini per la Fortitudo. L'acquisto costò 20 milioni di lire. Così la Fortitudo approdò in Serie A 1966-67. Dopo un difficile inizio di campionato, la squadra riuscì a ottenere la salvezza all'ultima giornata anche grazie alla prima vittoria contro la blasonata Virtus Pallacanestro Bologna, il 19 marzo 1967. L'anno seguente la Fortitudo, abbinata al marchio di gelati Eldorado che sarebbe rimasto lo sponsor sino al 1972, raggiunse la finale di Coppa Italia di pallacanestro maschile 1968 venendo però sconfitta dalla Fides Napoli. Nell'estate del 1968 venne acquistato lo statunitense Gary Schull, soprannominato "Baron", che sarebbe divenuto uno dei simboli della storia della società. Nel campionato 1968-69 per la prima volta la Fortitudo vinse entrambi i due derby contro la Virtus, riuscendo a terminare la stagione davanti ai rivali cittadini, cosa che si sarebbe ripetuta nella 1970-71. La rivalità con la Virtus divenne una delle più sentite della pallacanestro italiana grazie anche al dualismo tra gli statunitensi che militavano nelle due squadre come Schull, e i giocatori della Virtus Terry Driscoll e John Fultz. Tra la fine degli anni '60 e l'inizio degli anni '70 fu comunque spesso l'Eldorado a primeggiare: tra le vittorie nei derby più importanti si ricorda quella del 21 dicembre 1969, dove Schull colpito al volto, continuò a giocare nonostante perdesse copiosamente sangue.
Le due squadre bolognesi condivisero per anni il Palazzo dello Sport di Bologna, oggi PalaDozza e (colloquialmente chiamato "Palazzo"); mentre con gli anni assistere a un match della Virtus diventava economicamente sempre più pesante, la Fortitudo sponsorizzava programmi di diffusione della pallacanestro tra i giovani e manteneva accessibili i prezzi dei biglietti. In seguito alla costruzione del più capiente PalaMalaguti a Casalecchio di Reno, entrambe le società vi si trasferirono, ma poco tempo dopo la Fortitudo tornò al PalaDozza, che ha gestito in esclusiva fino alla stagione 2016/2017. Le due squadre hanno giocato in due palazzetti diversi per quasi un ventennio, dal 1999 al 2017; dalla stagione sportiva 2017-18 entrambe hanno ripreso a giocare al PalaDozza. Risale inoltre al 1970 la nascita della Fossa dei Leoni, storico gruppo ultras della Fortitudo.

### Tra gli anni 1970 e i 1990

Leon Douglas, in canotta Yoga, alle prese col virtussino Stokes nel vittorioso derby del 26 novembre 1986

Nel 1972 la squadra adottò l'abbinamento Alco che mantenne sino al 1978. Nel campionato 1972-73 la squadra si salvò con fatica nell'ultimo anno di permanenza di Schull e del coach Beppe Lamberti che allenava la squadra sin dagli anni '60. Negli anni immediatamente successivi la squadra visse annate tribolate: nella stagione 1973-74 la Fortitudo nonostante l'ingaggio di Gil McGregor, primo giocatore di colore ed ex NBA della storia della società, retrocesse in Serie B, ma venne ripescata, retrocessione che non poté essere evitata l'anno successivo nella neonata Serie A2. Tornata immediatamente nel massimo campionato, la stagione 1976-77 fu una delle più fortunate prima dell'avvento di Seragnoli: la compagine bolognese riuscì infatti a posizionarsi terza in campionato nell'annata in cui furono istituiti i play-off scudetto e soprattutto a raggiungere la finale di Coppa Korać contro la Jugoplastika Spalato. La partita, disputatasi a Genova si svolse in un clima di forti polemiche a causa della squalifica dell'argentino Raffaelli e per l'arbitraggio aspramente contestato dal pubblico fortitudino; alla fine la Jugoplastika si aggiudicò il match per 87-84, mentre gli incidenti provocati dai tifosi causarono una squalifica in Europa per gli anni successivi. Fallito per un soffio l'ingaggio di Connie Hawkins, la Fortitudo retrocesse nuovamente nell'annata 1978-79.

Il cestista statunitense Artis Gilmore in canotta Arimo Bologna.

Grazie alla coppia di stranieri formata da Marcel Starks e Charles Jordan, e giocatori simbolo come Maurizio Ferro (che nel 1982 si sarebbe trasferito clamorosamente alla Virtus), la Fortitudo tornò immediatamente in Serie A1 riuscendo a disputare qualche buona annata fino al 1983, quando tornò nuovamente in A2. Da quel momento la squadra, denominata Yoga fino al 1988 alternò ogni anno una promozione a una retrocessione guadagnandosi così il soprannome di "squadra ascensore". Giocatori caratteristici di questo periodo furono i due fratelli americani John e Leon Douglas, Nino Pellacani, Maurizio Gualco, George Bucci e il capitano Giacomo Zatti, una delle bandiere della storia del club. Partiti i fratelli Douglas nel 1987, la Yoga tornò in A1 l'anno successivo affrontando poi i cugini della Virtus nel primo derby play-off della storia: riuscì clamorosamente a imporsi 2-0 in quello passato alla storia come "derby del sorpasso" e passare il turno prima di essere eliminata da Cantù. Galvanizzata dalla storica vittoria contro la Virtus, l'anno successivo la squadra, ora nota come Arimo ingaggiò la superstar Artis Gilmore e Gene Banks rispettivamente protagonisti di diciotto e sette stagioni di Nba. a Fortitudo, pur non disputando un'annata eccezionale riuscì a stabilire il suo record di distacco nel derby di ritorno battendo la Virtus Knorr per 102-70 nel match passato alla storia come quello del "grande freddo". Ben peggiore fu l'annata successiva dove l'Arimo, dovette giocarsi la salvezza ai play-out finendo nuovamente per retrocedere. Nel biennio successivo la squadra dovette lottare per restare in A2 nonostante le precarie condizioni economiche: in entrambe le stagioni riuscì a salvarsi solo nelle ultime giornate, in particolare nel 1991-92 determinante fu l'ingaggio dello sloveno Teoman Alibegović immediatamente prima dell'ultima partita di regular season contro Reggio Emilia che la Fortitudo riuscì a vincere, garantendosi così la permanenza in A2.

Il cestista statunitense Dan Gay in maglia Fortitudo Bologna al tiro su John Turner della Ducato Siena durante la stagione 1999-2000.

Il 1º marzo 1993, adeguandosi alle nuove norme sul professionismo, mutò la ragione sociale in società a responsabilità limitata. Gli autori di questa trasformazione furono Renato Palumbi, Dario Danielli, Beppe Lamberti e Silvano Biagi; il capitale sociale era di 20 milioni di lire. Grazie all'apporto dell'industriale bolognese Giorgio Seragnoli, a partire dagli anni novanta la Fortitudo diventò uno dei club più ricchi e competitivi d'Europa. Dal 2000 ha conquistato due scudetti (in totale ha disputato dieci finali di play-off in undici stagioni, dal 1996 al 2006), una Coppa Italia e due Supercoppe italiane.

Treviso, 30 maggio 2000, il primo storico scudetto

Durante la presidenza di Seragnoli, la partecipazione della Fortitudo alle competizioni europee per club fu costante (dal 1996 al 2006 ha ininterrottamente preso parte al campionato più prestigioso, l'Eurolega), ma gli sforzi di squadra e società in quest'ambito non furono mai coronati dal successo. Alla storica finale di Coppa Korać persa nel 1977 a Genova contro la Jugoplastika Spalato, si aggiunsero l'eliminazione in semifinale di Eurolega nel 1999, ad opera della Virtus Bologna, e soprattutto la sconfitta finale del 2004, contro il Maccabi Tel Aviv, impostosi davanti al proprio pubblico con il risultato record di 118-74. Nella stagione 2006-07 conobbe le maggiori difficoltà della sua storia, non riuscendo a qualificarsi, per la prima volta dall'entrata di Seragnoli, alle Top 16 (seconda fase) di Eurolega, perdendo nel girone iniziale ben cinque partite, e mancando anche la qualificazione alla Coppa Italia. Michele Martinelli, che aveva acquistato la società nell'estate 2006, la cedette a Gilberto Sacrati il 27 marzo 2007.

### Dallo scudetto alla retrocessione
Nel 2005 vinse il secondo scudetto battendo l'Armani Jeans Milano per tre gare a una. Nella partita decisiva, giocata il 16 giugno 2005 al Mediolanum Forum di Milano, i bolognesi vinsero per 65-67, grazie a un tiro da tre punti di Rubén Douglas sul suono della sirena. Per confermare il canestro, l'arbitro Carmelo Paternicò fece ricorso all'instant replay, introdotto nei play-off italiani proprio quell'anno.
Durante l'estate 2005 il capitano Gianluca Basile si trasferì al Barcellona, lasciando la fascia di capitano al giovane talento Stefano Mancinelli. Nel campionato 2005-06, dopo aver concluso al primo posto in classifica la regular season, nella serie finale per lo scudetto, nonostante il fattore campo a favore, fu sconfitta per tre gare a una dalla Benetton Treviso di Andrea Bargnani.

Gianluca Basile (qui nel 1999-2000), capitano della Climamio Bologna scudettata del 2005

Stefano Mancinelli

Nella stagione 2006-07 la Fortitudo Pallacanestro iniziò il campionato sotto l'allenatore Fabrizio Frates. Nonostante un budget discretamente elevato, determinato dalla cessione estiva di giocatori importanti e l'acquisto di altrettanti giocatori dal buon potenziale offensivo, alla luce dei deludenti risultati ottenuti nelle prime undici partite stagionali tra campionato ed Eurolega (3 vittorie e 8 sconfitte), il 17 novembre 2006 la società esonerò Fabrizio Frates e scelse come nuovo allenatore il turco Ergin Ataman, che procurò il fallimento dei primi due obiettivi stagionali: Top 16 di Eurolega e Final 8 di Coppa Italia, interrompendo la serie di partecipazioni alla competizione europea, ininterrotta da un decennio. Il 27 marzo 2007 Gilberto Sacrati (1960-2024), subentrato a Michele Martinelli come presidente-proprietario, accettò le dimissioni di Ataman e affidò la squadra al giocatore Dan Gay, il quale, non essendo in possesso del "patentino" d'allenatore, fu affiancato dall'allenatore in seconda Massimiliano Oldoini.
Il 20 giugno 2007 alla Fortitudo Bologna fu assegnata una wild card per la partecipazione alla ULEB Cup per la stagione 2007-08, perché era aumentato il numero di partecipanti alla competizione. Il 18 settembre del 2007 viene presentato al Pala Dozza il nuovo inno della Fortitudo dal titolo Fortitudo solo per amore, scritto dalla cantautrice Pia Tuccitto e da Gaetano Curreri degli Stadio.
La stagione 2007-08 partì in modo rocambolesco: la squadra, allenata da Andrea Mazzon ottenne due vittorie al fotofinish nelle prime gare di campionato, cui seguirono sei sconfitte consecutive. La squadra si risollevò in occasione del derby con la Virtus: la Fortitudo si impose 80-63 nella centesima stracittadina tra le due squadre. Nel resto del Girone d'andata arrivarono alcune vittorie esterne importanti (Pesaro, NSB Rieti), ma in Uleb cup la Fortitudo ebbe alti e bassi senza trovare mai la giusta continuità, arrivando alla sostituzione di Andrea Mazzon alla fine del girone d'andata. In panchina arrivò Dragan Šakota, allenatore serbo ex Stella Rossa Belgrado. Con Šakota la Fortitudo riuscì all'ultima di campionato a conquistare l'ottavo piazzamento ai playoff. Negli Ottavi si scontrò con la prima in classifica, Montepaschi Siena, rimediando un secco 0-3.
L'annata 2008-09, sotto il nuovo sponsor GMAC (società d'intermediazione immobiliare) si aprì con una larga vittoria a Udine grazie a 33 punti di Joseph Forte e 22 punti di Stefano Mancinelli. Poi arrivarono due sconfitte consecutive: in casa contro Roma e in trasferta a Montegranaro. Nel frattempo Forte fu licenziato per i suoi controversi comportamenti. Il 1º novembre vinse in casa contro la Solsonica Rieti per 73-67 grazie a 30 punti di Woods. Il 7 dicembre la Fortitudo fu sconfitta dalla Virtus Bologna nel derby cittadino per 93-67. Nonostante la successiva vittoria esterna in Eurocup contro l'FMP Belgrado, anche l'allenatore Dragan Šakota fu esonerato, sostituito dal marchigiano Cesare Pancotto. 
La prima partita del nuovo allenatore si concluse con una sconfitta, ma le due partite seguenti riaccesero le speranze di raggiungere le final eight di Coppa Italia. Il 2008 si concluse con una brutta batosta a Pesaro, 99-72 per la Vuelle, che aprì un preoccupante ciclo di sconfitte, 12 su 14 partite disputate, che fece perdere posizioni in classifica. La GMAC rivide la luce nella ripetizione della partita contro Montegranaro, una maratona che sancì la vittoria dei felsinei dopo tre supplementari. Ormai risucchiata nelle zone basse della classifica, la Fortitudo capì che doveva pensare solamente a non retrocedere. Per salvarsi doveva fare meglio della Solsonica Rieti, che, a parità di punti in classifica, vantava una migliore differenza canestri negli scontri diretti. Al penultimo turno di campionato Rieti venne fermata in casa da Ferrara e la Fortitudo vinse contro Caserta, tornando così a essere padrona del proprio destino. 
Si giunse così all'ultima giornata (10 maggio 2009): ai bolognesi serviva una vittoria, invece contro il Teramo Basket arrivò una sconfitta 72-73. La squadra retrocesse in Legadue. A fine partita, Zoran Savić, direttore sportivo della società bolognese, presentò ricorso per la ripetizione del match a causa di un tiro da due punti a quattro secondi dalla fine non convalidato dagli arbitri ad Alex Scales per via di una contestata violazione di 24 secondi. Respinto il ricorso in primo grado, si procedette così a inoltrare il ricorso alla corte d'appello federale (CAF), decisione che fece slittare i play-off inizialmente previsti per il 14 maggio. 
La storica società bolognese nella stagione successiva però non giocò il campionato di Legadue, avendo il consiglio federale rifiutato la sua iscrizione a causa di pendenze economiche. Come riportato sul sito ufficiale della FIP, "la società Fortitudo Bologna ha presentato domanda per essere ammessa a partecipare al campionato serie A dilettanti. Il Consiglio ha accolto la richiesta". A fine stagione, il direttore sportivo Zoran Savić rassegnò le dimissioni.

### La radiazione
Nell'estate 2009 il compito di allestire la nuova formazione fu assegnato al coach Alessandro Finelli, supportato dal Direttore sportivo Renato Nicolai. Nell'ottobre 2009 la Fortitudo non pagò una rata del mutuo contratto con il Credito Sportivo per la ristrutturazione del Paladozza. Non ottemperando agli impegni presi, la società costrinse il Comune di Bologna, in qualità di garante, a versare oltre 6 milioni di euro per sanare i debiti della Società sportiva. Nella stagione 2009-10 la Fortitudo disputò il campionato di Serie A Dilettanti, arrivando seconda. Nei playoff batté Castelletto Ticino(ottavi), Ozzano (quarti) e San Severo (semifinali).
La serie finale per la promozione vide la Fortitudo opposta a Forlì, piazza da sempre rivale della Fortitudo. La serie si disputò al meglio delle cinque partite, con l'eventuale gara 5 in programma a Forlì (prima classificata nella stagione regolare). Nei primi quattro incontri il fattore campo fu altalenante: entrambe le formazioni persero una delle gare in casa, arrivando a disputare gara 5 a Forlì: a vincere fu la Fortitudo con un canestro all'ultimo secondo di Matteo Malaventura, che realizzò un tiro in precario equilibrio. Tuttavia, a un mese di distanza dalla vittoria, la Commissione tecnica di Controllo (l'ente che verifica la regolarità dei bilanci delle società professionistiche di pallacanestro) stabilì che la Fortitudo non possedeva i requisiti per l'iscrizione ai campionati professionistici. Dalla stagione 2010-2011 la Fortitudo ripartì così dai campionati dilettanti regionali.

### Dal 2011 ad oggi
Il 14 luglio 2012 la FIP ufficializzò la radiazione della Fortitudo e le revocò il codice di affiliazione nº 103, non accettando la richiesta da parte della società di rateizzare lodi già esecutivi.
Il proprietario Gilberto Sacrati (1960-2024), patròn anche della Eagles Bologna, nel 2012 cambiò denominazione sociale di quest'ultima in «Fortitudo Pallacanestro Bologna s.s.d.a.r.l. con socio unico»; a questa società trasferì con atto notarile il marchio e i titoli vinti dalla Fortitudo Pallacanestro Bologna (codice 103) di sua proprietà. Tale trasferimento non fu riconosciuto dalla FIP, che considerò la radiata Fortitudo Pallacanestro Bologna detentrice dei titoli.
Il 16 ottobre 2012 davanti al tribunale fallimentare di Bologna fu esperita l'asta per aggiudicarsi le spoglie della Fortitudo (inclusi i trofei) e l'attività agonistica degli Eagles Basket Bologna, società che militava nel campionato di Serie A Dilettanti. Al tribunale giunse una sola offerta, presentata dalla cordata Fortitudo 2011, già proprietaria di Biancoblù Basket Bologna.

Nel novembre 2012 la Eagles Basket Bologna fu esclusa dal campionato di Serie A Dilettanti per mancati pagamenti alla FIP. La Biancoblù Basket Bologna proseguì il campionato di Legadue, conclusosi nel maggio 2013 senza accedere ai play-off. 
Successivamente, in data 18 giugno 2013, fu costituita la società «Fortitudo Pallacanestro Bologna 103», dai soci fondatori Fortitudo 2011 e Orgoglio Fortitudo, che detenevano rispettivamente l'85% e il 15% del capitale sociale. La storica Fortitudo Bologna rinacque e tornò a disputare un campionato nazionale dopo tre stagioni dalla sua ultima apparizione.

#### La rincorsa alla massima serie
Il nuovo corso della Fortitudo, sponsorizzata Tulipano, cominciò sulle ali dell'entusiasmo di 3 015 abbonati e una media spettatori di oltre 4 000 tifosi a partita, due record assoluti per la Divisione Nazionale B. La squadra, allestita per conquistare la promozione, vinse l'esordio con Pavia, ma perse le successive due trasferte. Arrivarono subito le prime critiche, tacitate da cinque vittorie consecutive. La serie positiva si interruppe contro i rivali storici di Montecatini (terza sconfitta stagionale), seguita però da una serie di quattro vittorie, che lanciarono la Fortitudo in testa, in compagnia di Tortona, e le permisero di raggiungere con un turno di anticipo i preliminari di Coppa Italia. Nonostante l'ottimo piazzamento in classifica e l'acquisto dell'ala Patrizio Verri, il gioco della squadra non convince; a ciò fa seguito l'esonero di Antonio Tinti, sostituito dal vice Federico Politi. Per confermare l'intenzione di vincere il campionato la società interviene sul mercato con l'acquisto di due giocatori di categoria superiore: il play-guardia Gennaro Sorrentino dalla Viola Reggio Calabria e l'ala grande Aristide Landi in prestito dalla Virtus Bologna. I bolognesi agganciano Tortona al primo posto, che resta però ai piemontesi in virtù degli scontri diretti. Al primo turno dei play-off l'avversaria fu Cento, settima classificata. Sulla carta il confronto era impari, ma proprio nel momento migliore della stagione della Fortitudo arriva la seconda sconfitta interna (79-80) dell'anno in Gara 1 alla quale fa seguito anche la sconfitta in Gara 2 a Cento (81-71) che, nonostante tutti i pronostici a favore, decreta l'eliminazione dal campionato della squadra bolognese, che chiude la stagione con una dura contestazione da parte della tifoseria giunta a Cento.
Il 18 agosto 2014 viene presentata la nuova squadra che disputerà il nuovo campionato di Serie B 2014-15 e il nuovo main sponsor Eternedile, azienda bolognese il cui presidente, Franco Nessi, è stato patron della Libertas Basket Bologna. Il 12 settembre F2011 e Orgoglio Fortitudo, che possiedono il 100% delle quote, le cedono a una nuova holding composta da sei imprenditori (Andrea Bianchini, Nicola Madrigali, Roberto Melloni, Gianluca Muratori, Cesare Savigni e Massimiliano Zanetti) denominata «Bologna 1932», che diventa la nuova proprietaria del club. Il 18 febbraio viene esonerato l'allenatore Claudio Vandoni; gli succede l'ex fortitudino Matteo Boniciolli. Al termine della stagione regolare la squadra si piazza al terzo posto, collocazione che le permette di accedere ai play-off, che culmineranno, dopo 9 vittorie consecutive, con la promozione in Serie A2 al termine della finale disputatasi contro un'altra nobile decaduta della pallacanestro, la Mens Sana Siena, a Forlì il 13 giugno 2015.
La stagione 2015-2016 inizia con l'obiettivo di permanere in Serie A2, valorizzando e permettendo la crescita dei giovani della squadra. Confermato coach Boniciolli, vengono ingaggiati l'ala Ed Daniel e la guardia Jermaine Flowers, mentre a stagione in corso avviene la firma di Valerio Amoroso. La Eternedile riesce a centrare la matematica qualificazione ai play-off al termine del derby con la Pallacanestro Ferrara, chiudendo il girone Est in settima posizione. Nonostante il fattore campo, avverso in tutte le partite, battendo la Polisportiva Basket Agropoli agli ottavi, la Fortitudo Agrigento ai quarti e l'Universo Treviso Basket in semifinale, riesce ad approdare in finale contro il Basket Brescia Leonessa per giocarsi l'accesso alla Serie A. Da segnalare inoltre il ritorno in campo da fine maggio in poi dello storico capitano Davide Lamma, che aveva iniziato la stagione come DS, in seguito al grave infortunio occorso a Flowers, che lo avrebbe tenuto fuori per tutto il resto della stagione. Inoltre il prestigioso premio di Miglior Giovane Under-22 è stato assegnato a Leonardo Candi, cresciuto nelle giovanili biancoblu. Il 24 giugno 2016 viene battuta a Montichiari da Brescia in gara 5 della finale dei play-off per l'accesso alla Serie A.
La Fortitudo griffata Kontatto inizia la stagione 2016-2017 disputando la prima edizione della Supercoppa LNP alla Unipol Arena di Casalecchio di Reno tra il 23 e il 24 settembre 2016; la squadra si aggiudica il trofeo superando in semifinale la Dinamica Generale Mantova e in finale la Givova Scafati. Dopo un inizio difficile di stagione, causato dal prematuro addio di Roberts e le prestazioni altalenanti di Nikolic, la Fortitudo riesce a cambiare marcia con l'ingaggio di Alex Legion da Reggio Calabria fino a raggiungere la quinta posizione in regular season. Prima dell'inizio della post-season ingaggia anche Daniele Cinciarini, con l'intento di ottenere la promozione. Dopo le vittorie con Fortitudo Moncada Agrigento agli ottavi di finale (3-1) e con la De Longhi Treviso (3-1) ai quarti, riuscendo a sbancare il fattore campo, la Fortitudo Bologna termina il proprio cammino perdendo gara 5 a Trieste nella semifinale play-off.
Ripartendo da capitan Stefano Mancinelli e coach Matteo Boniciolli, e sponsorizzata Consultinvest, per l'annata 2017-2018 vengono confermati pochi giocatori, tra cui Daniele Cinciarini, Alex Legion e Luca Gandini, a cui vengono aggiunti i ritorni in maglia biancoblù di Robert Fultz e Matteo Chillo. A questi si aggiungono innesti con aspettative alte, tra cui Alessandro Amici, Giovanni Pini e Demetri McCamey. La stagione è altalenante, e in gennaio viene firmato Guido Rosselli, proveniente dalla rivale Virtus. Con l'inizio del nuovo anno, vengono fuori anche i problemi di salute di coach Matteo Boniccioli, che lo porteranno ad assentarsi e a lasciare la squadra al suo vice Stefano Comuzzo, che la riporterà ai vertici del proprio girone. Col ritorno di coach Boniciolli, verrà tagliato Legion e rimpiazzato da Teddy Okereafor. Ma poco dopo una ricaduta a coach Boniciolli, lo inducono a dimettersi da capo allenatore; a sorpresa la squadra viene affidata a Gianmarco Pozzecco, ex giocatore della Fortitudo stessa, per provare a portare la squadra in Serie A. Ma il sogno dei bolognesi s'infrange in semifinale dove vengono sconfitti (3-1) dalla Novipiù Casale Monferrato.

#### Il ritorno in Serie A
Nell'estate 2018 la Fortitudo riparte da una serie di novità importanti: le firme del nuovo capo allenatore Antimo Martino e del general manager Marco Carraretto, e l'annuncio del nuovo main sponsor Lavoropiù. Riconfermati capitan Stefano Mancinelli, Guido Rosselli, Daniele Cinciarini e Giovanni Pini, il primo acquisto estivo è il playmaker Matteo Fantinelli. A seguire vengono aggiunti al roster Giacomo Sgorbati, Andrea Benevelli, Marco Venuto e per ultimi i due statunitensi della squadra, Kenny Hasbrouck e Maarty Leunen. Fin da subito si nota il carattere della squadra, che a settembre conquista la Supercoppa LNP contro la Junior Casale.
Il campionato inizia subito bene per la Fortitudo. Dopo un girone di andata chiuso con 14 vittorie e 1 sola sconfitta, quello di ritorno è una pura formalità per i biancoblù; a marzo, per tutelarsi in caso di infortuni, viene inoltre aggiunto al roster una vecchia conoscenza del club, Carlos Delfino. Il passo falso più significativo della stagione si ha il 3 marzo al Palasavelli di Porto San Giorgio, dove perde la finale per la Coppa Italia di A2 contro i rivali storici del Treviso Basket. Ciò nonostante il 31 dello stesso mese, grazie al successo casalingo contro il Kleb Basket Ferrara, la Fortitudo ritrova la Serie A dopo 10 anni, con tre giornate di anticipo. La successiva finale per decretare la vincitrice assoluta del campionato, contro la Virtus Roma che ha fatto suo il girone Ovest, vede la gara di andata al PalaEur di Roma terminare in parità; nella sfida di ritorno del 1º maggio al PalaDozza, a spuntarla sono i padroni di casa i quali concludono così un'annata ricca di soddisfazioni laureandosi campioni d'Italia dilettanti.
Stagione 2019-2020
Nel mercato estivo la Fortitudo acquista Pietro Aradori dalla Virtus Bologna, Henry Sims dalla Virtus Roma, Kassius Robertson dai tedeschi del Bayreuth, Rok Stipcevic dal Lietuvos Rytas, Nicolò Dellosto dalla Pallacanestro Reggiana e vede il ritorno di Ed Daniel.
A metà campionato si trova al sesto posto qualificandosi così per le final eight di Coppa Italia, raggiungendo la semifinale dove viene sconfitta dal Nuovo Basket Brindisi.
A causa dell'emergenza sanitaria COVID-19, il campionato viene sospeso e poi definitivamente cancellato, pertanto come piazzamento finale delle squadre viene considerato quello al termine del girone di andata. In base a ciò la Fortitudo termina la stagione in sesta posizione, piazzamento che le vale la partecipazione alla Basketball Champions League. La Fortitudo torna così a disputare una coppa europea, dalle quali mancava dalla stagione 2008-2009,una licenza triennale per la massima competizione della FIBA Europe.
Stagione 2020-2021
La stagione comincia con l'inaspettato divorzio dall'allenatore Antimo Martino (che si accasa a Reggio) e con l'arrivo del coach della nazionale italiana Romeo Sacchetti. La campagna acquisti vede la conferma dei soli Matteo Fantinelli, Pietro Aradori e del capitano Stefano Mancinelli. Il nuovo coach decide di dare un'impronta molto italiana, molto giovane e molto offensiva. Vengono infatti confermati Gherardo Sabatini, Leonardo Totè, Todd Withers, Adrian Banks (capocannoniere e MVP della stagione precedente), Ethan Happ (vice capocannoniere della stagione precedente giocata con la casacca della Guerino Vanoli Basket), Tre'shaun Fletcher e Mattia Palumbo. Con la conferma di Pietro Aradori pertanto la Fortitudo unisce nelle sue file il primo, il secondo e il terzo miglior marcatore della stagione precedente.
L’inizio di torneo molto travagliato, anche per le numerose assenze dovute a infortuni e alla pandemia da COVID-19, conduce la squadra, dopo 9 giornate, all’ultimo posto in classifica con una sola vittoria.
Con l’obiettivo di conquistare la salvezza il 6 dicembre viene esonerato l'allenatore Romeo Sacchetti, sostituito con Luca Dalmonte, che già era stato in Fortitudo negli anni '90, come vice di Sergio Scariolo.
La rosa a disposizione del nuovo tecnico viene sostanzialmente modificata con gli ingaggi del centro Dario Hunt e del playmaker Tommaso Baldasso,  entrambi rimasti liberi dopo la scomparsa della Virtus Roma, del veterano Marco Cusin e del polivalente Wesley Saunders. Vengono invece liberati Ethan Happ, Tre'Shaun Fletcher e il giovane Mattia Palumbo, che viene prestato in Serie A2 a Scafati Basket.
Tra alti e bassi la categoria viene mantenuta con una giornata di anticipo e la squadra chiude il campionato al 12º posto in classifica.

Il 20 maggio viene annunciata la rescissione del contratto con Luca Dalmonte, cui fa seguito il ritorno di Jasmin Repeša, sotto la cui guida prenderà forma la nuova stagione.
Stagione 2021-2022
Nel mercato estivo vengono ingaggiati Geoffrey Groselle, Gabriele Procida, Malachi Richardson, Brandon Ashley, Robin Benzing e Jón Axel Guðmundsson. Dopo la prima giornata di campionato, persa in casa contro Reggio Emilia, si dimette a sorpresa Repesa, sostituito da Antimo Martino. Il nuovo allenatore non riesce però a risollevare le sorti della squadra, che ottiene cinque vittorie nel girone d'andata.
In corso di stagione la Fortitudo perde Tommaso Baldasso, Brandon Ashley, Leonardo Totè e il deludente Jón Axel Guðmundsson, mentre inserisce in rosa Jabril Durham, Vasilīs Charalampopoulos, James Feldeine, Jacopo Borra e Branden Frazier. L'inizio del girone di ritorno è segnato da cinque sconfitte consecutive. In seguito quattro successi in sette giornate mantengono la Effe in corsa per la salvezza, ma il KO casalingo contro la diretta rivale Napoli la condanna alla retrocessione; il pubblico Fortitudino, in aperta polemica con la società, canta “Liberate la Fortitudo”, in segna di ribellione contro la pessima gestione societaria.

#### La Serie A2
Stagione 2022-2023
Dopo il rincorrersi di tante voci su possibili cambi di gestione e di allenatori, a fine luglio viene annunciato l'ingaggio dell'allenatore Luca Dalmonte. È un ritorno poiché il tecnico imolese aveva allenato l'Aquila nel 1993-97 e nel 2020-21. 
Subito dopo l'annuncio del coach, anche a causa del forte ritardo sulla campagna acquisti dei giocatori, vengono annunciati: il centro Simone Barbante, proveniente dalla Stella Azzurra Roma, l'ala forte/centro Paolo Paci, proveniente dall'Urania Milano, il lungo Ygor Biordi, dalla Pallacanestro Trapani, l'ala forte americana Steven Davis dalla defunta Pallacanestro Biella, il ritorno di Nazzareno Italiano dalla Pallacanestro Udine, il playmaker Alessandro Panni da Kleb Basket Ferrara, l'ala Valerio Cucci (reduce dalla promozione in A con Scafati), la guardia statunitense Marcus Thornton dai tedeschi del Basketball Club Bayreuth, e la tanto attesa riconferma del playmaker faentino Matteo Fantinelli, che sceglie di rimanere in Fortitudo a dispetto di qualche richiesta da club di Serie A1. A metà agosto arriva anche la riconferma della guardia/ala Pietro Aradori. Dopo i tagli invernali dei centri Paolo Paci, accasatosi alla N.P.C. Rieti, e Ygor Biordi, sceso in B a Monopoli, il 23 febbraio viene annunciato il centro Francesco Candussi, proveniente dalla Scaligera Basket Verona. A fine mese viene tagliata l'ala americana Steven Davis, mai integrato all'interno del contesto della squadra, che si accasa al Basket Trapani. Contestualmente il 1º marzo, viene annunciato il nuovo straniero, Miha Vašl, play/guardia, reduce da una buona prima parte di stagione alla HDL Nardò. L'8 maggio 2023, viene annunciato il ritorno per i playoff della guardia Adrian Banks.
Stagione 2023-2024
Il 7 luglio viene ufficializzato il nuovo allenatore, con la firma dell'esperto Attilio Caja. 
Nella seconda decade del mese viene costituita la società «Sporting Fortitudo». Capeggiata da Stefano Tedeschi, è una cordata di otto fra imprenditori e professionisti nata per acquistare la società dal Gruppo Innova di Gianluca Muratori. Il 28 luglio viene ufficializzato il passaggio del 100% delle quote: la «Sporting Fortitudo» acquisisce Club Fortitudo, Fortitudo Pallacanestro 103 e Fortitudo Academy. L'assetto della nuova società sportiva è il seguente: Stefano Tedeschi presidente, Nicolò Basciano (figlio dell'ex presidente LNP Pietro Basciano) general manager e Marco Carraretto direttore sportivo. Matteo Gentilini diventa presidente del consorzio Club Fortitudo e Umberto Arletti è nominato alla guida della Fortitudo Academy. Per quanto riguarda i giocatori, rimangono sotto contratto il capitano Matteo Fantinelli e il veterano Pietro Aradori. Dopo il passaggio di consegne societarie, il 31 luglio viene annunciato il primo acquisto, Riccardo Bolpin, ala, proveniente dalla San Giobbe Chiusi.
Il 1º agosto 2023 viene ufficializzato il secondo acquisto, il playmaker Nicola Giordano, proveniente dal Basket Ravenna. A seguire il 2 agosto, viene annunciato il primo dei due stranieri della nuova annata, l'ala grande americana Mark Ogden, proveniente dalla squadra rumena del CSM Oradea. La nuova proprietà decide di confermare il playmaker Alessandro Panni, lasciato libero alla fine del campionato, come valido sostituto di capitan Fantinelli. Il 3 agosto 2023 si ufficializza il ritorno di Teoman Alibegović, che ricoprirà il ruolo di vicepresidente al fianco di Stefano Tedeschi e con Giovanni Pennica come consigliere che completa il CdA della prima squadra.
Contestualmente lo stesso giorno viene annunciato il cestista albanese Çelis Taflaj proveniente dal Basket Torino, che può giocare sia da guardia che da ala piccola. Il giorno dopo è la volta del secondo straniero del roster, sempre dagli Stati Uniti: il centro Deshawn Freeman proveniente dalla squadra lituana del K.K. Nevėžis Kėdainiai.
Il 5 agosto viene annunciato Alberto Conti, guardia bolognese, reduce da un'annata in Serie B al Basket Mestre, dove è risultato MVP del campionato appena concluso.
Il 7 agosto, proveniente dalla Pallacanestro Cantù, è la volta dell'ala Luigi Sergio, veterano della serie A2. A seguire il 9 agosto viene ufficializzato l'ultimo innesto della squadra che prenderà via al campionato, anch'esso proveniente dalla Pallacanestro Cantù, il centro Alessandro Morgillo.
Il 10 agosto viene ufficializzata la nomina di Nicolò Basciano a general manager. Il giorno seguente il giovane Saliou Niang viene ceduto in Prestito all'Aquila Trento.
Nell'aprile 2024 viene imbastito uno scambio di playmaker con la Blu Basket Treviglio. Alla Fortitudo approda l'esperto Marco Giuri, firmando un contratto fino al giugno 2025. Percorso inverso invece per Nicola Giordano, in prestito a Treviglio fino a fine stagione.
Stagione 2024-2025
Nel giugno 2024, dopo la separazione dal coach Attilio Caja, vengono poste le basi per l'annata successiva. Con i soli Pietro Aradori, Marco Giuri e il rientro del giovane Nicola Giordano sotto contratto per la prossima stagione, e facendo valere l'opzione sul secondo anno di Riccardo Bolpin, il primo tassello della nuova squadra è il rinnovo biennale del capitano Matteo Fantinelli. Il 29 giugno viene annunciato il nuovo allenatore, Devis Cagnardi proveniente dalla Pallacanestro Cantù.
Il 12 luglio viene annunciata la riconferma della guardia, Alessandro Panni.
Il 18 luglio viene annunciato il primo acquisto della nuova stagione, ovvero Leonardo Battistini un'ala forte proveniente dalla Pallacanestro Vigevano. Il 21 luglio, viene annunciato il ritorno del playmaker bolognese Gherardo Sabatini, proveniente da Piacenza. Il giorno seguente, viene ufficializzata la riconferma del centro titolare della squadra, Deshawn Freeman.
Il 24 luglio viene ingaggiato il secondo straniero della squadra, Kenny Gabriel, proveniente dalla Pallacanestro Brescia, mentre il 26 luglio è la volta dell'ala piccola Fabio Mian.
Infine il 12 agosto, viene chiuso il roster con il ritorno in maglia biancoblù, del centro Marco Cusin, proveniente dal Basket Torino.
Il 21 settembre nella final four di Supercoppa LNP, giocata a Livorno, supera in semifinale la Pallacanestro Forlì col punteggio di 85-77. Il giorno seguente nella finalissima contro il Gruppo Mascio Orzibasket, si ripete vincendo per 97-91, conquistando per la terza volta nella sua storia la Supercoppa LNP. Inoltre Fabio Mian viene eletto Most Valuable Player della competizione.
Il 2 novembre 2024 la Fortitudo annuncia l'arrivo di Leo Menalo,un'ala-centro croato di formazione italiana.
Il 14 novembre, in seguito ai deludenti risultati e a discrepanze con il resto della dirigenza, il presidente Stefano Tedeschi rimette il proprio mandato.
Tuttavia il 17 Novembre Stefano Tedeschi torna sui suoi passi (anche grazie gli attestati di vicinanza da parte dei soci e dei tifosi).
Lo stesso giorno,il coach Devis Cagnardi viene sollevato dall'incarico di Capo-Allenatore dopo le 4 sconfitte consecutive rimediate contro Rieti, Torino,Cantù e Cividale.
Il 18 novembre Attilio Caja torna clamorosamente sulla panchina della Fortitudo, dopo che in estate la società aveva inviato la procedura di licenziamento per giusta causa per problematiche interne, firmando un contratto pluriennale.
Il 26 dicembre, per sopperire all'assenza forzata del play di riserva, Gherado Sabatini che conclude anzitempo la stagione, viene ingaggiato l'esperto playmaker Luca Vencato, proveniente dal Gruppo Mascio Orzibasket.
Il 14 gennaio 2025, causa infortunio al menisco di Kenny Gabriel, viene firmato fino a fine stagione l'ala grande Donte Thomas, proveniente dai francesi del Roanne. 
Stagione 2025-2026
Archiviata la stagione 2024-2025, sotto contratto rimangono solo il coach Attilio Caja, il capitano Matteo Fantinelli e la guardia Riccardo Bolpin. All'inizio di giugno si interrompe il rapporto con il general manager Nicolò Basciano, e l'11 giugno, viene annunciato il nuovo GM, Flavio Portaluppi. Successivamente il 13 giugno, a sorpresa, esce dal contratto Riccardo Bolpin, in direzione Verona. Saluta le due Torri dopo sei anni ininterrotti Pietro Aradori, che si accasa a Forlì.
Il 15 giugno viene annunciato il primo acquisto stagionale, l'ala Alvise Sarto, proveniente dalla Real Sebastiani Rieti. 
A seguire, il 19 giugno viene ufficializzato l'arrivo del lungo Lorenzo Benvenuti, dopo un biennio, dalla Benedetto XIV Cento.
Il 20 giugno è il turno di Gianluca Della Rosa, playmaker di esperienza ed ex capitano del Pistoia Basket. Il 26 giugno dopo un triennio trascorso alla Rinascita Basket Rimini, viene annunciato, l'ala piccola Simon Anumba.
Il 27 giugno viene ufficializzato l'arrivo di Vincenzo Guaiana, guardia classe 2000, reduce dalla promozione in A2, proveniente dalla Pallacanestro Roseto.
Il 1°luglio viene ufficializzato il primo dei due stranieri, Lee Moore, una guardia fresca di MVP nel campionato di A2 in Francia, in passato ha giocato anche a Brescia. Mentre il 5 luglio, viene ingaggiato il secondo straniero della squadra, Paulius Sorokas, un ala grande, proveniente da Scafati.
Il 7 luglio viene ufficializzato Samuele Moretti, ala/centro proveniente da Orzinuovi. Infine il 10 luglio la Fortitudo chiude il roster, riportando in A2, dopo 15 stagioni consecutive di serie A, Valerio Mazzola, proveniente dall' Universo Treviso.

## Colori e simboli

### Sponsor

Angelo Rovati durante la sua militanza alla Fortitudo, targata in quegli anni Eldorado.

Fessor Leonard in canotta Alco, il più longevo title sponsor della Fortitudo

- 1962-1965: Ferm
- 1965-1968: Cassera
- 1968-1971: Eldorado
- 1971-1978: Alco
- 1978-1980: Mercury
- 1980-1981: I&B
- 1981-1983: Lattesole
- 1983-1988: Yoga
- 1988-1990: Arimo
- 1990-1991: Aprimatic
- 1991-1993: Mangiaebevi
- 1993-1995: Filodoro
- 1995-1999: TeamSystem
- 1999-2001: Paf
- 2001-2004: Skipper
- 2004-2007: Climamio
- 2007-2008: Upim
- 2008-2009: Gmac Real Estate IPG
- 2009-2010: Amori
- 2013-2014: Tulipano
- 2014-2016: Eternedile
- 2016-2017: Kontatto
- 2017-2018: Consultinvest[46]
- 2018-2019: Lavoropiù
- 2019-2020: Pompea No Stress
- 2020-2021: Lavoropiù
- 2021-2023: Kigili
- 2023- Flats Service

## Strutture

### Impianti di gioco

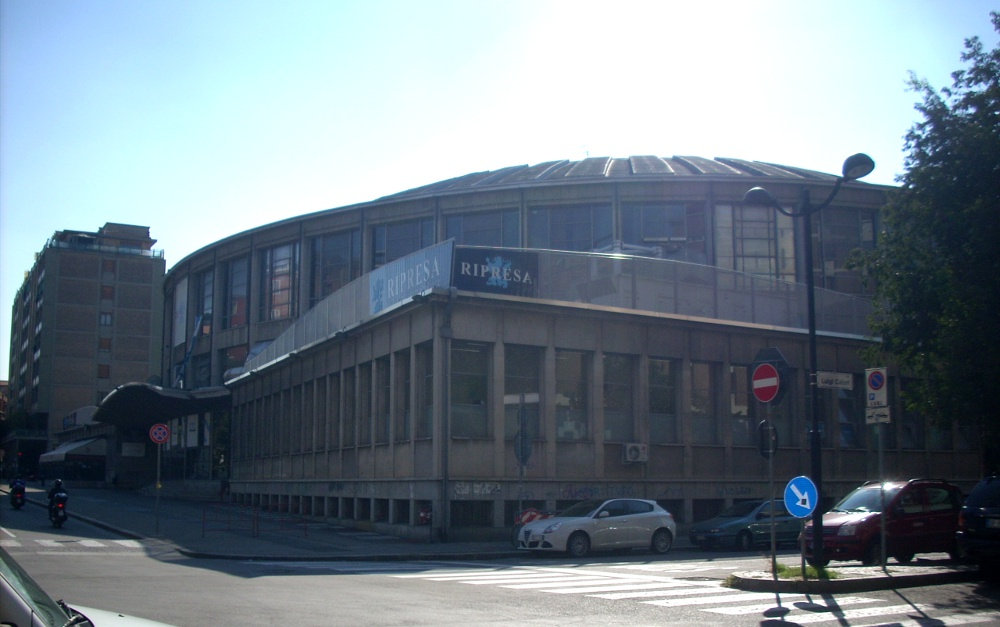
Il PalaDozza di Piazza Azzarita

- 1957-1995: PalaDozza, Piazza Azzarita (Bologna).
- 1995-1999: PalaMalaguti, Via Gino Cervi (Casalecchio di Reno).
- 1999-2020: PalaDozza, Piazza Azzarita (Bologna).
- 2020-2021: Unipol Arena, Via Gino Cervi (Casalecchio di Reno).
- 2021- : PalaDozza, Piazza Azzarita (Bologna).

## Società
Proprietaria del club è la società a responsabilità limitata Sporting Fortitudo. Le quote sociali sono così suddivise:
- 33% Gobag srl (Davide Malaguti);
- 28% Matteo Gentilini srl;
- 11% fiduciaria Sofir (fiduciante Pietro Basciano);
- 10% Stefano Tedeschi;
- 5,5% Filippo Battelli;
- 5% 2B srl (Simone Baldi);
- 5% Giovanni Pennica;
- 2,5% Immobiliare Azzurra srl (Umberto Arletti).

### Organigramma societario
- Presidente: Stefano Tedeschi
- Vice Presidente: Teoman Alibegovic
- Consigliere: Giovanni Pennica
- General Manager: Flavio Portaluppi
- Direttore marketing e commerciale: Giovanni Torcello
- Ufficio marketing: Arianna Pancaldi
- Ufficio stampa: Andrea Tedeschi
- Responsabile tecnico settore giovanile: Roberto Breveglieri
- Responsabile Merchandise e Store: Gianluca Landi

## Allenatori e presidenti
- Beppe Lamberti (1966 - 1973)
- Dido Guerrieri (1973 - 1974)
- Alberto Bucci (1974)
- Aza Nikolić (1974 - 1976)
- John McMillen (1976 - 1980)
- Mauro Di Vincenzo (1980 - 1981)
- Dodo Rusconi (1981 - 1983)
- Rudy D'Amico (1983)
- Andrea Sassoli
- Stefano Pillastrini (1990 - 1992)
- Lino Bruni
- Marco Calamai (1992 - 1993)
- Dario Bellandi
- Sergio Scariolo (1993 - 1996)
- Valerio Bianchini (1996 - 1998)
- Petar Skansi (1997 - 1999)
- Carlo Recalcati (1999 - 2001)
- Matteo Boniciolli (2001 - 2002)
- Jasmin Repeša (2002 - 2006)
- Fabrizio Frates (2006)

- Ergin Ataman (2006 - 2007)
- Massimiliano Oldoini (2006 - 2007)
- Dan Gay (2007)
- Andrea Mazzon (2007 - 2008)
- Dragan Šakota (2008)
- Cesare Pancotto (2008 - 2009)
- Alessandro Finelli (2009 - 2010)
- Antonio Tinti (2013 - 2014)
- Federico Politi (2014)
- Claudio Vandoni (2014 - 2015)
- Matteo Boniciolli (2015 - 2018)
- Gianmarco Pozzecco (2018)
- Antimo Martino (2018 - 2020)
- Romeo Sacchetti (2020 - 2020)
- Luca Dalmonte (2020 - 2021)
- Jasmin Repeša (2021)
- Antimo Martino (2021 - 2022)
- Luca Dalmonte (2022 - 2023)
- Matteo Angori (2023)
- Attilio Caja (2023 - 2024)
- Devis Cagnardi (2024)
- Attilio Caja (2024 -)

- Bartolomeo Seganti (1901 - 1919)
- Giovanni Berlini (1919 - 1931)
- Scipione Innocenti (1931 - 1945)
- Emilio Sassoli Tomba Della Rosa (1945 - 1946)
- Luigi Gerri (1946 - 1954)
- Avventino De Maria (1954 - 1956)
- Aldo Furlanetto (1956 - 1961)
- Giovanni Bersani (1961 - 1965)
- Giancarlo Bolognesi (1965)
- Giancarlo Pascale (1965 - 1974)
- Pietro Lucchini (1974 - 1983)
- Giancarlo Tesini (1983 - ??)

- Paolo Moruzzi
- Silvano Biagi
- Germano Gambini
- Renato Palumbi
- Romano Volta
- Giorgio Seragnoli (1993 - 2006)
- Michele Martinelli (2006 - 2007)
- Gilberto Sacrati (2007 - 2012)
- Dante Anconetani (2013 - 2015)
- Massimo Mota (2015)
- Gianluca Muratori (2015 - 2017)
- Christian Pavani (2017 - 2022)
- Valentino Di Pisa (2022 - 2023)
- Stefano Tedeschi (2023 - )

## Cestisti

### Capitani
- Paolo Bergonzoni
- Giampaolo Orlandi
- Franco Arrigoni
- Gianni Bertolotti
- Dante Anconetani
- Maurizio Gualco
- Vincenzo Tardini
- Giacomo Zatti
- Daniele Albertazzi
- Andrea Dallamora
- Dan Gay

- Carlton Myers
- Claudio Pilutti
- Gianluca Basile
- Stefano Mancinelli
- Vasco Evtimov
- Davide Lamma
- Gabriele Fin (2013 - 2014)
- Davide Lamma (2014 - 2015)
- Marco Carraretto (2015 - 2016)
- Stefano Mancinelli (2016 - 2022)
- Matteo Fantinelli (2022 - )

### Numeri ritirati

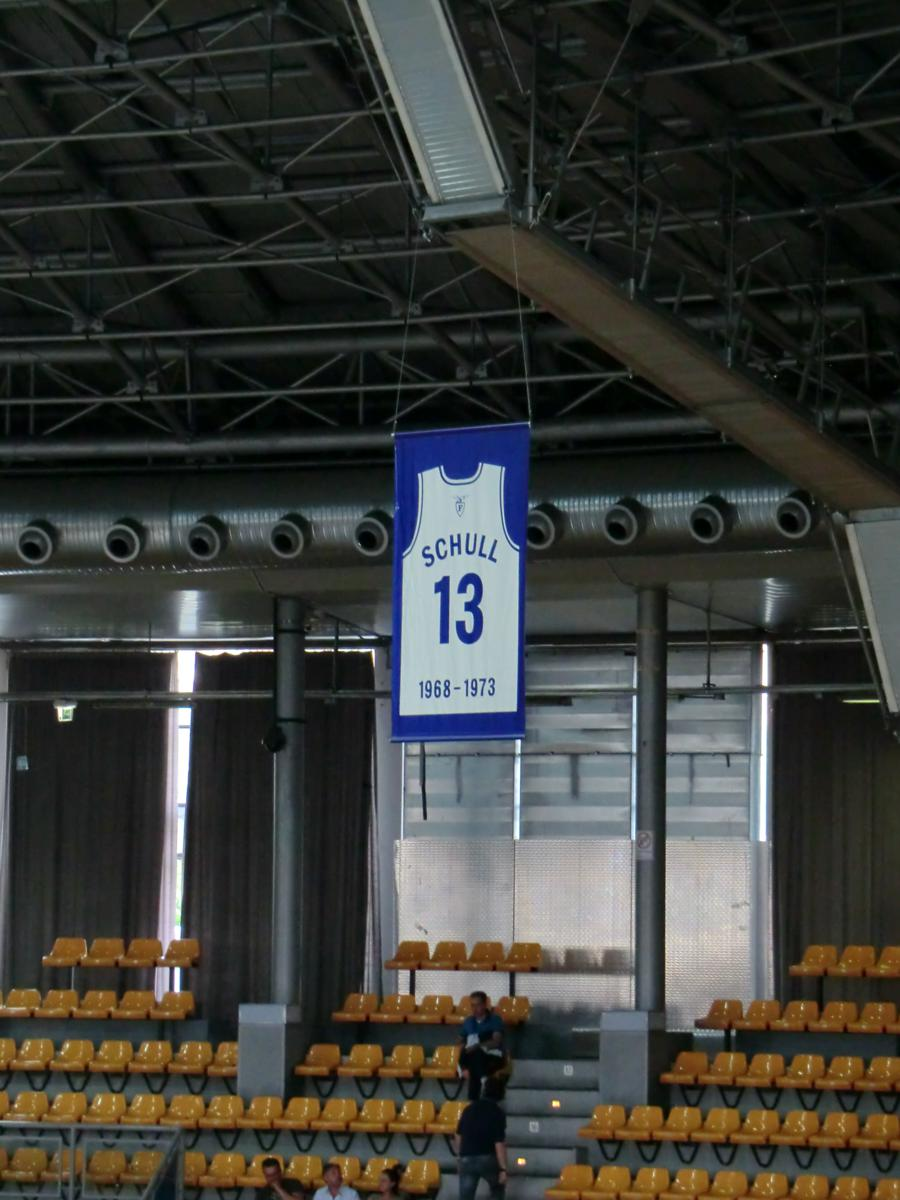
La canotta ritirata di Gary Schull troneggia sul tetto del PalaDozza

- 13  Gary Schull[47]
- 20  Rubén Douglas

## Palmarès

### Competizioni nazionali
- Campionato italiano: 2

1999-00, 2004-05
- Coppa Italia: 1

1998
- Supercoppa italiana: 2

1998, 2005
- Promozioni in Serie A1: 7

1975-76, 1979-80, 1983-84, 1985-86, 1987-88, 1992-93, 2018-19
- Campionato italiano dilettanti: 1

2018-19
- Coppa Italia LNP: 1

2009-10
- Supercoppa LNP: 3

2016, 2018, 2024

### Competizioni giovanili
Campionati italiani giovanili: 7
Under-19 (Juniores): 1989
Under-17 (Cadetti): 1993, 2006
Under-15 (Allievi): 1976, 1990, 2000, 2007

### Riconoscimenti individuali
MVP del campionato
 Carlton Myers: 1 (1996-1997)
 Gianluca Basile: 1 (2003-2004)
MVP dei play-off
 Gianluca Basile: 1 (2004-2005)
Rising Star Trophy miglior Under 22 europeo nell'Eurolega
 Erazem Lorbek: 1 (2004-2005)
MVP Coppa Italia
 Carlton Myers: 1 (1998)
MVP Supercoppa Italiana
 Marco Belinelli: 1 (2005)
Miglior Under 22 Campionato A2
 Leonardo Candi: 1 (2015-2016)
MVP Supercoppa LNP
 Stefano Mancinelli: 1 (2016)

## Statistiche e record
Dati aggiornati alla stagione 2019-2020

Il fortitudino Gary Schull, miglior marcatore del campionato italiano 1970-71 con 540 punti segnati in canotta Eldorado Bologna

### Statistiche di squadra
- Campionati disputati in Serie A: 36
- Prima partita disputata in serie A: 23 ottobre 1966 » Oransoda Cantù vs. Fortitudo Cassera 81-69
- Prima vittoria in serie A: 30 ottobre 1966 » Fortitudo Cassera contro Splugen B. Gorizia 66-61
- Vittoria con maggior scarto: +63 » Fortitudo Amori vs. JesoloSandonà Bk (28 febbraio 2010 - 123-60)
- Maggior punteggio realizzato: 126 » Fortitudo Arimo contro Irge Desio 126-95 (14 aprile 1990) » Viola Reggio Calabria vs. Fortitudo Climamio 85-126 (11 maggio 2006)

### Partecipazione ai campionati
| Livello | Categoria             | Partecipazioni | Debutto   | Ultima stagione | Totale |
| 1°      | Serie A               | 19             | 1966-1967 | 2021-2022       | 38     |
| 1°      | Serie A1              | 19             | 1974-1975 | 2000-2001       | 38     |
| 2°      | Serie A               | 3              | 1962-1963 | 1964-1965       | 21     |
| 2°      | Serie A2              | 17             | 1975-1976 | 2024-2025       | 21     |
| 2°      | Serie B               | 1              | 1965-1966 | 1965-1966       | 21     |
| 3°      | Serie A Dilettanti    | 1              | 2009-2010 | 2009-2010       | 5      |
| 3°      | Serie B               | 4              | 1960-1961 | 2014-2015       | 5      |
| 4°      | Divisione Nazionale B | 1              | 2013-2014 | 2013-2014       | 1      |

### Partecipazione alle coppe nazionali
| Competizione        | Partecipazioni | Debutto | Ultima stagione | Totale |
| Coppa Italia        | 30             | 1968    | 2020            | 42     |
| Coppa Italia LNP    | 4              | 2010    | 2019            | 42     |
| Supercoppa Italiana | 6              | 1998    | 2021            | 42     |
| Supercoppa LNP      | 2              | 2016    | 2018            | 42     |

### Partecipazione alle coppe europee
| Livello | Competizione                | Partecipazioni | Debutto   | Ultima stagione | Totale |
| 1°      | Euroleague Basketball       | 11             | 1996-1997 | 2006-2007       | 11     |
| 2°      | Eurocup                     | 2              | 2007-2008 | 2008-2009       | 2      |
| 3°      | Coppa Korać                 | 5              | 1976-1977 | 1995-1996       | 6      |
| 3°      | Basketball Champions League | 1              | 2020-2021 | 2020-2021       | 6      |

### Statistiche individuali
- Giocatore con il record di presenze: Stefano Mancinelli con 578
- Giocatore con il record di punti realizzati:  Stefano Mancinelli con 4 293
- Giocatore con il record di rimbalzi totali:  Marcel Starks con 1 783
- Giocatore con il record di stoppate date:  Dallas Comegys con 190
- Giocatore con la miglior percentuale di tiri totali dal campo:  Dallas Comegys con il 63,4%
- Giocatore con il record di minuti:  Stefano Mancinelli con 10410
- Giocatore con il record di falli commessi:  Stefano Mancinelli con 927
- Giocatore con il record di assist in singola partita:  Matteo Fantinelli con 18
- Giocatore con il maggior numero di stagioni NBA in carriera:  Artis Gilmore con 17
- Primo giocatore che ha vestito la maglia della Fortitudo dopo aver giocato in NBA:  Gil Mc Gregor nella stagione 1973/74

## Tifoseria

### Storia

La curva Nannetti del Paladozza, «casa» della Fossa dei Leoni.

La Fossa dei Leoni (conosciuta anche col semplice nome Fossa), fondata nel 1970, è il gruppo trainante della tifoseria fortitudina, nonché il più longevo gruppo ultras del panorama cestistico italiano. Fu fondata da un gruppo di amici: Maurizio e Tullio Ferro, Marco Manservisi, Roberto Ventura e Nicola Valentini, cui si deve il conio del nome del gruppo, prendendo inspirazione dalla Fossa dei Leoni del Milan, nata nel 1968; Fossa al suo interno ha diversi sottogruppi tra cui XXL e Gate Alan).
Sempre all'interno della curva Nannetti, vi sono i Manigoldi, gruppo organizzato non riconducibili a Fossa.
Fuori dalla curva Schull, nei distini Graziano, presenti dal 2024 gli Ultras 1932 - diretti discendenti degli Unici (nati negli anni 90, sciolti nel 1994 e ricostituitesi nel 2017), poi Since 1932 - noti per il proprio schieramento politico su posizioni di destra.

### Gemellaggi e rivalità
La rivalità più sentita dai tifosi biancoblù è quella con l'altra squadra cittadina, la Virtus Bologna, con la quale disputa il derby di Bologna. La rivalità ha avuto il suo apice negli anni novanta quando le due squadre lottavano ai vertici in Italia e in Europa.
Tifoserie amiche
- Juvecaserta[51]
- Saski Baskonia[52]
- Viola R. Calabria[53]
- Olympiakos[54]
- Benedetto XIV Cento
- A. Costa Imola
- Gorizia

Tifoserie rivali
- Virtus Bologna[55]
- V.L. Pesaro
- Pall. Treviso
- Pall. Varese[56]
- Mens Sana Siena[57]
- Pall. Cantù[58]
- Olimpia Milano
- Pall. Forlì 2.015[59]
- RB Montecatini[60]
- Pall. Trieste
- Amici Pall. Udinese
- Basket Rimini[61]
- Fabriano Basket[62]
- RSR Sebastiani Rieti
- Teramo Basket
- Olimpija Lubiana
- Libertas Livorno 1947
- Pielle Livorno
- N.B. Brindisi
- Pall. Vigevano
- Reyer Venezia

Ex gemellaggi
- Pall. Roseto (sciolto il 15 maggio 2024)[63]

## Organico

### Roster 2025-2026
| Fortitudo Pallacanestro Bologna 103 2025-2026 | Fortitudo Pallacanestro Bologna 103 2025-2026 |
| Giocatori                                     | Staff tecnico                                 |
| --------------------------------------------- | --------------------------------------------- |

| N. | Naz.                   | Ruolo | Nome                  | Anno | Alt.   | Peso   |  |
| -- | ---------------------- | ----- | --------------------- | ---- | ------ | ------ |  |
| 7  | Italia (bandiera)      | P     | Gianluca Della Rosa   | 1996 | 180 cm | 73 kg  |  |
| 14 | Italia (bandiera)      | G     | Vincenzo Guaiana      | 2000 | 195 cm | 88 kg  |  |
|    | Italia (bandiera)      | A     | Simon Anumba          | 1996 | 194 cm | 100 kg |  |
| 3  | Italia (bandiera)      | GA    | Alvise Sarto          | 2000 | 203 cm | 92 kg  |  |
| 2  | Stati Uniti (bandiera) | G     | Lee Moore             | 1995 | 193 cm | 79 kg  |  |
| 21 | Italia (bandiera)      | P     | Matteo Fantinelli (C) | 1993 | 195 cm | 86 kg  |  |
| 33 | Italia (bandiera)      | AC    | Samuele Moretti       | 1998 | 197 cm | 95 kg  |  |
| 25 | Italia (bandiera)      | C     | Lorenzo Benvenuti     | 1995 | 205 cm | 105 kg |  |
| 9  | Lituania (bandiera)    | AG    | Paulius Sorokas       | 1992 | 203 cm | 100 kg |  |
| 22 | Italia (bandiera)      | C     | Valerio Mazzola       | 1988 | 205 cm | 107 kg |  |
| 5  | Italia (bandiera)      | G     | Alberto Conti         | 1998 | 195 cm | 93 kg  |  |

| Allenatore                                                                                      |
| - Attilio Caja                                                                                  |
| Assistente/i                                                                                    |
| - Matteo Angori - Edoardo Rabbolini Legenda - (C) Capitano - (IN) Inattivo - Infortunato Roster |

### Staff tecnico
- Allenatore:  Attilio Caja
- Vice-Allenatore:  Matteo Angori
- Vice-Allenatore:  Edoardo Rabbolini
- Preparatore atletico:  Salvatore Poma
- Fisioterapista:  Federico Spagnolli
- Fisioterapista:  Vincenzo Arcidiacono
- Medico Sociale:  Stefano Quadrelli

## Stagioni
- 2025/2026

Allenatore: Attilio Caja
- 2024/2025

Allenatore: Devis Cagnardi - Attilio Caja
- 2023/2024

Allenatore: Attilio Caja

Roster 2023/2024

Stagione regolare Serie A2 (Girone Rosso): 2ª posizione (su 12) con 44 punti

Play Off Serie A2: Finalista (Tabellone Argento) (1-3 vs Trapani Shark)
- 2022/2023

Allenatore: Luca Dalmonte - Matteo Angori
- 2021/2022

Allenatore: Jasmin Repesa - Antimo Martino

Roster 2021/2022

Stagione regolare Serie A: 15ª posizione (su 16) con 18 punti
- 2020/2021

Allenatore: Romeo Sacchetti - Luca Dalmonte

Roster 2020/2021

Stagione regolare Serie A: 12ª posizione (su 16) con 20 punti
- 2019/2020

Allenatore: Antimo Martino

Roster 2019/2020

Stagione regolare Serie A: 8ª posizione (su 17) con 22 punti
- 2018/2019

Allenatore: Antimo Martino

Roster 2018/2019

Stagione regolare Serie A2 (Girone Est): PROMOSSA IN SERIE A 1ª posizione (su 16) con 50 punti
- 2017/2018

Allenatore: Matteo Boniciolli - Gianmarco Pozzecco

Roster 2017/2018

Stagione regolare Serie A2 (Girone Est): 2ª posizione (su 16) con 42 punti

Play Off Serie A2: Semifinalista (1-3 vs Junior Casale)
- 2016/2017

Allenatore: Matteo Boniciolli

Roster 2016/2017

Stagione regolare Serie A2 (Girone Est): 5ª posizione (su 16) con 36 punti

Play Off Serie A2: Semifinalista (2-3 vs Pallacanestro Trieste 2004)
- 2015/2016

Allenatore: Matteo Boniciolli

Roster 2015/2016

Stagione regolare Serie A2 (Girone Est): 7ª posizione (su 16) con 36 punti

Play Off Serie A2: Finalista (2-3 vs Leonessa Brescia)
- 2014/2015

Allenatore: Claudio Vandoni - Matteo Boniciolli

Roster 2014/2015

Stagione regolare Serie B (Girone B): 3ª posizione (su 15) con 40 punti

Play Off Serie B (Girone B): Vincitore (3-0 vs Team Basket Montichiari)

Finale Promozione: PROMOSSA IN SERIE A2 (66-42 vs Mens Sana Siena)
- 2013/2014

Allenatore: Antonio Tinti - Federico Politi

Stagione regolare Divisione Nazionale B (Girone B): 2ª posizione (su 14) con 44 punti

Play Off Divisione Nazionale B: el. quarti (0-2 vs Benedetto XIV Cento)
- 2009/2010

Viene iscritta al campionato di Serie A Dilettanti

Allenatore: Alessandro Finelli

Stagione regolare Serie A Dilettanti "Girone A": 2ª Posizione (su 15) con 48 punti

Play Off Serie A Dilettanti: PROMOSSA IN LEGADUE (3-2 vs VemSistemi Forlì)
- 2008/2009

Allenatore: Dragan Šakota - Cesare Pancotto

Roster 2008/2009

Stagione regolare Serie A: 15ª posizione (su 16) con 20 punti

Retrocede in LegaDue
- 2007/2008

Allenatore: Andrea Mazzon - Dragan Šakota

Stagione regolare Serie A: 8ª posizione (su 18) con 34 punti

Play Off A: El. Quarti (0-3 vs Montepaschi Siena)
- 2006/2007

Allenatore: Fabrizio Frates - Filippo Palumbi - Ergin Ataman - Massimiliano Oldoini

Stagione regolare Serie A: 13ª Posizione (su 18) con 26 punti
- 2005/2006

Allenatore: Jasmin Repeša

Stagione regolare Serie A: 1ª Posizione (su 18) con 54 punti

Play Off A: Finalista (1-3 vs Benetton Treviso)
- 2004/2005

Allenatore: Jasmin Repeša

Stagione regolare Serie A: 2ª Posizione (su 18) con 50 punti

Play Off A: CAMPIONE D'ITALIA (3-1 vs Armani Jeans Milano)
- 2003/2004

Allenatore: Jasmin Repeša

Stagione regolare Serie A: 2ª Posizione (su 18) con 50 punti

Play Off A: Finalista(0-3 vs Montepaschi Siena)
- 2002/2003

Allenatore:  Matteo Boniciolli - Jasmin Repeša

Stagione regolare Serie A: 6ª Posizione (su 18) con 36 punti

Play Off A: Finalista (1-3 vs Benetton Treviso)
- 2001/2002

Allenatore: Matteo Boniciolli

Stagione regolare Serie A: 1ª Posizione (su 19) con 58 punti

Play Off A: Finalista (0-3 vs Benetton Treviso)
- 2000/2001

Allenatore: Carlo Recalcati

Stagione regolare Serie A1: 3ª Posizione (su 18) con 48 punti

Play Off A1: Finalista (0-3 vs Kinder Bologna)
- 1999/2000

Allenatore:  Carlo Recalcati

Stagione regolare Serie A1: 1ª Posizione (su 16) con 54 punti

Play Off A1: CAMPIONE D'ITALIA (3-1 vs Benetton Treviso)
- 1998/1999

Allenatore: Petar Skansi

Stagione regolare Serie A1: 1ª Posizione (su 14) con 44 punti

Play Off A1: El. Semifinale (2-3 vs Benetton Treviso)
- 1997/1998

Allenatore:  Valerio Bianchini - Petar Skansi

Stagione regolare Serie A1: 2ª Posizione (su 14) con 42 punti

Play Off A1: Finalista (2-3 vs Kinder Bologna)
- 1996/1997

Allenatore:  Luca Dalmonte - Valerio Bianchini

Stagione regolare Serie A1: 2ª Posizione (su 14) con 34 punti

Play Off A1: Finalista (2-3 vs Benetton Treviso)
- 1995/1996

Allenatore:  Sergio Scariolo

Stagione regolare Serie A1: 2ª Posizione (su 14) con 44 punti

Play Off A1: Finalista (1-3 vs Stefanel Milano)
- 1994/1995

Allenatore:  Sergio Scariolo

Stagione regolare Serie A1: 2ª Posizione (su 14) con 46 punti

Play Off A1: El. Semifinale (1-3 vs Benetton Treviso)
- 1993/1994

Allenatore:  Sergio Scariolo

Stagione regolare Serie A1: 6ª Posizione (su 16) con 38 punti

Play Off A1/A2: El. Quarti (1-2 vs Stefanel Trieste)
- 1992/1993

Allenatore: Marco Calamai - Dario Bellandi

Stagione regolare Serie A2: 4ª Posizione (su 16) con 36 punti

Play Out A1/A2 Giallo: PROMOSSA IN SERIE A1, 2ª Posizione (su 6) con 12 punti
- 1991/1992

Allenatore: Lino Bruni

Stagione regolare Serie A2: 13ª Posizione (su 16) con 24 punti
- 1990/1991

Allenatore:  Stefano Pillastrini

Stagione regolare Serie A2: 12ª Posizione (su 16) con 24 punti
- 1989/1990

Allenatore:  Stefano Pillastrini

Stagione regolare Serie A1: 12ª Posizione (su 16) con 28 punti

Play Out A1/A2 Giallo: 6ª Posizione (su 6) con 4 punti
- 1988/1989

Allenatore:  Mauro Di Vincenzo

Stagione regolare Serie A1: 7ª Posizione (su 16) con 34 punti

Play Off A1/A2: El. Quarti (0-2 vs Enichem Livorno)
- 1987/1988

Allenatore:  Mauro Di Vincenzo

Stagione regolare Serie A2: 1ª Posizione (su 16) con 50 punti

Play Off A1/A2: El. Quarti (1-2 vs Vismara Cantù)